# Acordo de Prespa

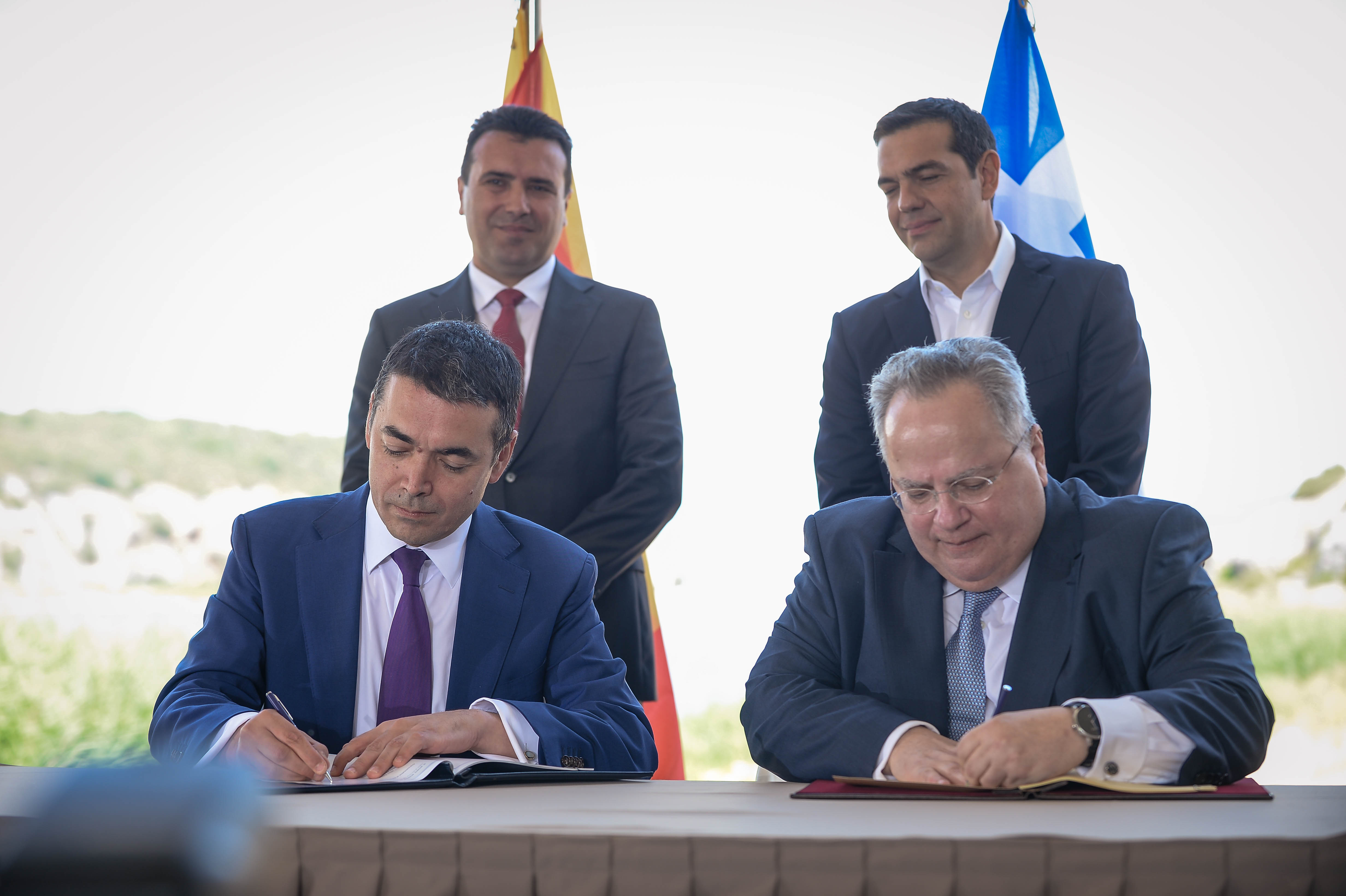
Assinatura do acordo sobre a disputa macedônio-grega.

Acordo de Prespa ou Acordo de Prespes é um acordo internacional assinado pelos chefes da diplomacia da República da Macedônia Nikola Dimitrov e da Grécia Nikos Kotzias em 17 de junho de 2018 na cidade de Psarades, Grécia, localizada nas margens do Lago Prespa que é a fronteira natural entre os dois países. A assinatura teve a participação também do primeiro-ministro grego Aléxis Tsípras e do primeiro-ministro macedônio Zoran Zaev, além do negociador da Nações Unidas Matthew Nimetz e da chefe da diplomacia europeia Federica Mogherini.
O primeiro-ministro da Grécia Alexis Tsipras depois de conversar com o seu homólogo da Macedônia, Zoran Zaev, em 12 de junho de 2018 anunciou que foi alcançado um acordo após quase três décadas de disputa sobre o nome da Macedônia e esclareceu que este acordo atenderia a todas as condições do lado grego. Foi acordado que a República da Macedônia aceitaria uma mudança da designação para "República da Macedônia do Norte", enquanto a Grécia reconheceria a língua oficial do país vizinho como idioma macedônio "pertencendo à família das línguas eslavas do sul".
O acordo representa uma solução para a disputa do nome da Macedônia e estabelece uma parceria estratégica entre a Macedônia e Grécia. Após a assinatura, o acordo ainda precisava da a aprovação formal de ambos os congressos e um referendo na Macedônia.

Mapa demonstrando o resultado do referendo de 2018 na Macedônia

O referendo na Macedônia do Norte apurou 90% dos votos a favor à mudança. No entanto, a constituição previa que o referendo deveria conter um comparecimento mínimo de 50% da população, mas, apenas 36% da população votou. O congresso macedônico aprovou o acordo em 11 de Janeiro de 2019, mesmo com boicote do partido VMRO-DPMNE, que protestou a decisão com base na baixa participação da população no referendo. O congresso grego aprovou o acordo em 25 de Janeiro de 2019. A mudança de nome entrou em vigor oficialmente em 12 de Fevereiro de 2019.
A aprovação gerou protestos na Grécia, já na Macedônia do Norte, a eleição presidencial resultou na troca de um presidente contrário ao acordo por um favorável. O estreitamento da relação dos dois países, e a aproximação à União Europeia foram consequencias diretas desse acordo.
No dia 8 de Junho de 2021, os Estados Unidos, por meio de uma Ordem Executiva, baniram qualquer "responsável ou cúmplice em ter direta ou indiretamente se envolvido em ato que obstruiu, ou ameaçou a implementação de qualquer acordo de segurança, paz, cooperação ou reconhecimento mútuo [..] incluindo o Acordo de Prespa" de viajar para os EUA.